# Lacca cremisi
La lacca cremisi, o lacca kermes, è una lacca che si ricava dall'insetto Kermes vermilio e, come il nome suggerisce, ha una pigmentazione rossa.
Era conosciuta fin dagli Egizi e fu usata nel Medioevo e dai pittori veneziani e fiamminghi del Cinquecento.
La lacca è abbastanza trasparente e si usa prevalentemente per fare velature nella tecnica a olio.

## Nomi alternativi
- Coccus
- Germes
- Grana di kermes
- Grana di scarlatto
- Kerema
- Lacca di chermes
- Lacca cremisi
- Lacca di cimetura di drappo
- Lacca indiana
- Scarlatto veneziano
- Vermeio
- Vermiculus